# Sacalasău
Sacalasău – wieś w Rumunii, w okręgu Bihor, w gminie Derna. W 2011 roku liczyła 551 mieszkańców.